# 2MASS 1237+6526
2MASS 1237+6526 (= 2MASS J12373919+6526148) is een bruine dwerg met een spectraalklasse van T6,5. De ster bevindt zich 33,9 lichtjaar van de zon.